# John Rädecker

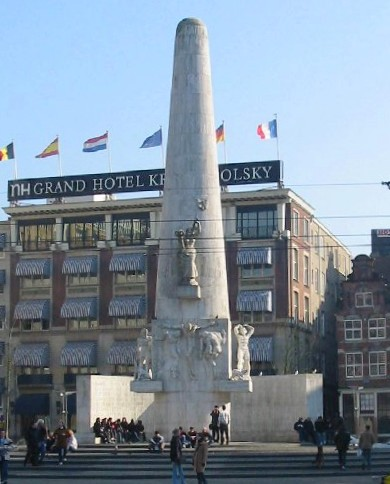
Monument Nacional d'Amsterdam, dissenyat per John Rädecker.

John Rädecker (Amsterdam, 1885 – 1956) fou un pintor i escultor del segle XX del Nord dels Països Baixos, conegut pel seu Monument Nacional d'Amsterdam.

## Biografia
Segons l'RKD fou alumne de Bart van Hove i membre de diverses societats de pintura com l'Hollandse Aquarellisten Kring i "De Groep", així com ser escultor. El Museu Teyler exposa un retrat de la seva filla a la segona galeria de pintures. Dissenyà el Monument Nacional d'Amsterdam i demanà a Adriaan Roland Holst poder escriure el poema a la base. Quan va morir, el monument va ser acabat pels seus fills Han i Jan Willem.